# Microcitrus australasica
Microcitrus australasica е бодлив подлесен храст или малко дърво от низинна субтропична дъждовна гора и тропическа гора в крайбрежния граничен район на Куинсланд и Нов Южен Уелс, Австралия.
Има годни за консумация плодове, които се разработват като търговска култура.
Според системата Swingle вида не е част от рода Цитрус (Citrus), а от родствен род Microcitrus.
- Сокови везикули от Citrus australasica
- Плодове до 10 цента (23 мм в диаметър)